# 宮城しづこ
宮城 しづこ（みやぎ しづこ、7月24日 - ）は、日本のナレーター。兵庫県出身。血液型はA型。161cm。以前ははキャラに所属していた。

## 人物
- 関西学院大学文学部英文科卒業。
- 中学校教諭一級免許、高等学校教諭二級免許それぞれ英語科の資格をもつ。
- 大阪アニメーションカレッジ専門学校声優科にて講師を勤める。

## 出演

### TV・ラジオ
- KTV
  - FNNスーパーニュースアンカー（特番ナレーション）
- NHK
  - 兵庫桜名鑑
  - 震災メッセージ
- FMO
  - セイコー・ハッピーアワーS
  - セイコー・ファッションタイム ソシエ
  - セイコー・ミュージック ブレスレット
  - 暮らしのエッセイ
- OBC
  - 私の音風景
- MBS・R
  - 釣れ釣れアワー
- MBS・T
  - ＶＯＩＣＥ（特番ナレーション)
- KBS・R
  - クローズアップ京都
- 京都ch
  - 京の宿
- YTV
  - トミーズの波瀾万丈伝説
- HTV（ヒメジTV）
  - 医王山安養寺御影供法要

### CM
- 買取りまっくす
- JOSHIN
- スパワールド
- NTTドコモ関西
- 東映
- 金鳥
  - クリーンフロー
  - カラーフロー
  - おでかけカトリス
  - 蚊がいなくなるスプレー
- ヤマトの体脂肪計
- ニッポンハム「シャウエッセン」
- 京阪電鉄「おけいはん・登場篇」
- ツーカーホン関西
- ぴあ
- 日本コカ・コーラ「ジョージア」
- グリコ熟カレー
- 紳士服のはるやま
- パナソニック
- オリバーソース
- ツムラ
- 住江織物
- ピップ
- 京阪モール
- 関西銀行
- 日本エスリード
- ダイドー・ドリンコ
- 和歌山の種無し柿
- なおしや又兵衛
- 古本市場
- 村田機械
- オートバックス
- ビオフェルミン
- バイオトレール
- シマヤ
- ラウンドワン
- キリン堂
- アンクラージュ御影
- セレマ
- 日生薬品
- フィスミー京都店

### VP
- 甲賀
- 祇園花行事
- 住民参加のエコロジー
- 油日神社・奴振（甲賀市）
- 佐八の鞨太鼓（三重県）
- 九州・沖縄サミット
- 大塚製薬
- サンヨー
- PHP
- 京都市学校歴史博物館
- 農林水産小
- 国土交通省
- 兵庫県
- 奈良県
- 国立民族学博物館
- 大阪市立なにわの海の時空館
- 姫路市
- 広島県立歴史博物館
- 田辺聖子文学館
- 琵琶湖博物館
- 愛媛県長浜町
- 住友生命
- 山本化学工業
- 大和ハウス工業
- 金光教放送センター
- クボタ
- 滋賀銀行
- 象印マホービン
- オムロン
- ノーリツ
- 住友不動産
- 三菱重工神戸造船所
- 三菱電機
- P&G
- 大阪ガス
- 浄土宗
- 阪神電気鉄道

### CM出演
- 京阪電鉄「おけいはん・登場篇」
- 健康総合食品「カイアポ」
- ZAQケーブルフォン

### その他
- 人権アニメ「てんいち先生といっしょ」
- 葬儀、株主総会、創立記念 他多数